# Black Ditch

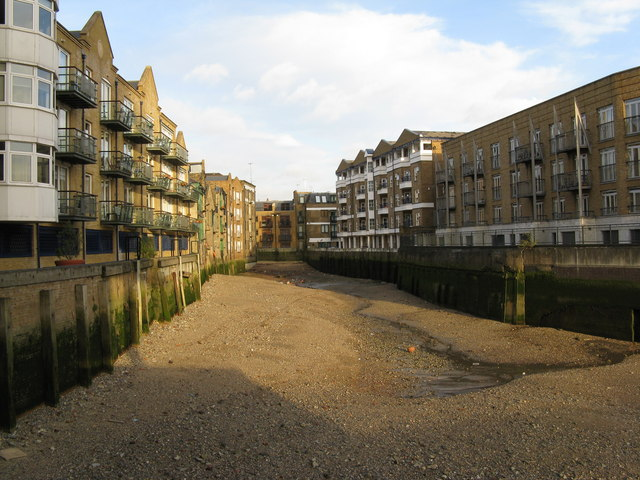
Das Limekiln Dock, historische Mündung des Black Ditch

Der Black Ditch ist ein Wasserlauf im London Borough of Tower Hamlets. Als Quelle des Black Ditch gilt das Gelände der Holywell Priory, Karten zeigen jedoch den Rogues-Well-Teich an der Rhodeswell Road als seine Quelle.
In Whitechapel bildete der Wasserlauf einen Teich, in dem Kleinkriminelle bestraft wurden, indem sie auf einen Stuhl gebunden in das Wasser getaucht wurden. Eine steinerne Brücke überquerte den Wasserlauf in diesem Bereich. Eine weitere Brücke gab es an der Poplar High Street. Dort gab es den Stonebridge Pond, der als Pferdetränke diente. Die Fließgeschwindigkeit des Wassers war in diesem Bereich sehr niedrig und trug damit zu einer Choleraepidemie in dieser Gegend bei.
1799 wird der Black Ditch noch als oberirdisch auf einer Karte verzeichnet, 1851 ist er dann als unterirdischer Wasserlauf im Rahmen des Abwassersystems verzeichnet. Der Black Ditch mündete im Limekiln Dock in die Themse.